# Abierto Mexicano Telcel 2019
Mexican Open 2019 — професійний тенісний турнір, що проходив на відкритих кортах з твердим покриттям Princess Mundo Imperial в Акапулько, Мексика. Це був 26-й за ліком турнір серед чоловіків і 19-й - серед жінок. Проходив у рамках Туру ATP 2019 і Туру WTA 2019. Тривав з 25 лютого до 2 березня 2019 року.

## Призові очки і гроші

### Розподіл очок
| Дисципліна                 | П   | Ф   | ПФ  | ЧФ | 1/8 | 1/16 | Q   | Q2  | Q1  |
| Одиночний розряд, чоловіки | 500 | 300 | 180 | 90 | 45  | 0    | 20  | 10  | 0   |
| Парний розряд, чоловіки    | 500 | 300 | 180 | 90 | 0   | Н/Д  | 45  | 25  | 0   |
| Одиночний розряд, жінки    | 280 | 180 | 110 | 60 | 30  | 1    | 18  | 12  | 1   |
| Парний розряд, жінки       | 280 | 180 | 110 | 60 | 1   | Н/Д  | Н/Д | Н/Д | Н/Д |

### Розподіл призових грошей
| Дисципліна                 | П        | Ф        | ПФ      | ЧФ      | 1/8     | 1/161   | Q2     | Q1     |
| Одиночний розряд, чоловіки | $367,630 | $184,640 | $93,160 | $48,470 | $24,470 | $13,540 | $5,210 | $2,600 |
| Парний розряд, чоловіки *  | $115,510 | $56,540  | $28,350 | $14,550 | $7,520  | Н/Д     | Н/Д    | Н/Д    |
| Одиночний розряд, жінки    | $43,000  | $21,400  | $11,500 | $6,175  | $3,400  | $2,100  | $1,020 | $600   |
| Парний розряд, жінки *     | $12,300  | $6,400   | $3,435  | $1,820  | $960    | Н/Д     | Н/Д    | Н/Д    |

1 Кваліфаєри отримують і призові гроші 1/16 фіналу

* на пару

## Учасники основної сітки в рамках чоловічого турніру

### Сіяні пари
| Країна    | Гравець          | Рейтинг1 | Сіяний |
| --------- | ---------------- | -------- | ------ |
| Іспанія   | Рафаель Надаль   | 2        | 1      |
| Німеччина | Александр Зверєв | 3        | 2      |
| США       | Джон Ізнер       | 9        | 3      |
| Аргентина | Дієго Шварцман   | 19       | 4      |
| Австралія | Алекс де Мінор   | 27       | 5      |
| США       | Френсіс Тіафо    | 29       | 6      |
| США       | Стів Джонсон     | 34       | 7      |
| Австралія | Джон Міллман     | 36       | 8      |

- 1 Рейтинг подано станом на 18 лютого 2019.

### Інші учасники
Нижче наведено учасників, які отримали вайлд-кард на участь в основній сітці:
- Давид Феррер
- Gerardo López Villaseñor
- Emilio Nava

Гравці, що потрапили в основну сітку як особливий виняток:
- Маккензі Макдоналд

Нижче наведено гравців, які пробились в основну сітку через стадію кваліфікації:
- Федеріко Гайо
- Марсель Гранольєрс
- Раян Гаррісон
- Alexei Popyrin

Як щасливий лузер в основну сітку потрапили такі гравці:
- Гільєрмо Гарсія-Лопес

### Відмовились від участі
- Кевін Андерсон → його замінив  Міша Зверєв
- Григор Димитров → його замінив  Cameron Norrie
- Тейлор Фріц → його замінив  Гільєрмо Гарсія-Лопес
- Мартін Кліжан → його замінив  Йосіхіто Нісіока

## Учасники основної сітки в парному розряді

### Сіяні
| Країна          | Гравець               | Країна   | Гравець      | Рейтинг1 | Сіяний |
| --------------- | --------------------- | -------- | ------------ | -------- | ------ |
| Велика Британія | Джеймі Маррей         | Бразилія | Бруно Соарес | 10       | 1      |
| США             | Боб Браян             | США      | Майк Браян   | 18       | 2      |
| Колумбія        | Хуан Себастьян Кабаль | Колумбія | Роберт Фара  | 20       | 3      |
| Польща          | Лукаш Кубот           | Бразилія | Марсело Мело | 20       | 4      |

- 1 Рейтинг подано станом на 18 лютого 2019.

### Інші учасники
Нижче наведено пари, які отримали вайлдкард на участь в основній сітці:
- Сантьяго Гонсалес /  Айсам-уль-Хак Куреші
- Ніколас Монро  /  Мігель Ангел Реєс-Варела

Нижче наведено пари, що пробились в основну сітку через стадію кваліфікації:
- Петер Гойовчик /  Кевін Кравіц

## Учасниці основної сітки в рамках жіночого турніру

### Сіяні пари
| Країна          | Гравчиня           | Рейтинг1 | Сіяна |
| --------------- | ------------------ | -------- | ----- |
| США             | Слоун Стівенс      | 3        | 1     |
| США             | Деніелл Коллінз    | 24       | 2     |
| Хорватія        | Донна Векич        | 25       | 3     |
| Румунія         | Міхаела Бузернеску | 29       | 4     |
| США             | Софія Кенін        | 37       | 5     |
| Греція          | Марія Саккарі      | 38       | 6     |
| КНР             | Чжен Сайсай        | 41       | 7     |
| Велика Британія | Джоанна Конта      | 42       | 8     |

- 1 Рейтинг подано станом на 18 лютого 2019.

### Інші учасниці
Нижче наведено учасниць, які отримали вайлд-кард на участь в основній сітці:
- Вікторія Азаренко
- Рената Сарасуа
- Джил Тайхманн

Нижче наведено гравчинь, які пробились в основну сітку через стадію кваліфікації:
- Ірина Бара
- Їсалін Бонавентюре
- Варвара Флінк
- Беатріс Аддад Майя
- Крістіна Макгейл
- Конні Перрен

Як щасливий лузер в основну сітку потрапили такі гравчині:
- Мартіна Тревізан

### Відмовились від участі
- Катерина Александрова → її замінила  Лаура Зігемунд
- Ежені Бушар → її замінила  Аманда Анісімова
- Сє Шувей → її замінила  Марія Бузкова
- Айла Томлянович → її замінила  Б'янка Андрееску
- Стефані Фегеле → її замінила  Мартіна Тревізан

## Учасниці основної сітки в парному розряді

### Сіяні пари
| Країна   | Гравчиня        | Країна  | Гравчиня           | Рейтинг1 | Сіяна |
| -------- | --------------- | ------- | ------------------ | -------- | ----- |
| Румунія  | Ірина Бара      | Румунія | Міхаела Бузернеску | 88       | 1     |
| Словенія | Даліла Якупович | Росія   | Ірина Хромачова    | 93       | 2     |
| США      | Дезіре Кравчик  | Мексика | Джуліана Ольмос    | 129      | 3     |
| Чилі     | Алекса Гуарачі  | США     | Сабріна Сантамарія | 132      | 4     |

- 1 Рейтинг подано станом на 18 лютого 2019.

### Інші учасниці
Нижче наведено пари, які отримали вайлдкард на участь в основній сітці:
- Марія Бузкова /  Рената Сарасуа
- Вікторія Родрігес  /  Ана Софія Санчес

## Переможці та фіналісти

### Чоловіки. Одиночний розряд
- Нік Киріос —  Александр Зверєв, 6–3, 6–4

### Одиночний розряд. Жінки
- Ван Яфань —  Софія Кенін, 2–6, 6–3, 7–5

### Парний розряд. Чоловіки
- Александр Зверєв /  Міша Зверєв —  Остін Крайчек /  Артем Сітак, 2–6, 7–6(7–4), [10–5]

### Парний розряд. Жінки
- Вікторія Азаренко /  Чжен Сайсай —  Дезіре Кравчик /  Джуліана Ольмос, 6–1, 6–2